# William Gossage
Pour les articles homonymes, voir Gossage.
William Gossage (12 mai 1799 – 9 avril 1877) est un chimiste, industriel et inventeur britannique.
Il réalise ses principaux travaux vers 1830 – 1854.
Dans la première moitié du XIXe siècle, l’industrie chimique connaît un véritable développement.
Le procédé Leblanc est perfectionné par l’emploi d’un double four à réverbère : dans l’un le chlorure devenait sulfate et dans l’autre le sulfate carbonate. La disposition des fours et les méthodes de lessivage de la soude à la sortie furent lentement transformées. De même, il fallut, lorsque la production de soude s’accrut notablement, récupérer le gaz chlorhydrique
En, 1830, William Gossage imagine de faire passer le gaz à travers une tour garnie de coke dans laquelle ruisselle de l’eau. La solution obtenue ainsi permet de préparer le chlore dont l’industrie textile faisait une demande de plus en plus importante